# بي أوف ذو بانغ
بي أوف ذو بانغ أو (بالإنجليزية: b of the bang)‏ هي عبارة عن منحوتة صممها توماس هيترويك (Thomas Heatherwick) تقع قرب ملعب مانشستر سيتي بالمملكة المتحدة، والذي يشبه في شكله انفجار الألعاب النارية. تم تفكيكه سنة 2009 وذلك بسبب مشاكل متعلقة بهيكله. طلب انجازه بمناسبة ألعاب الكومنولث سنة 2002، اذ يعتبر المنحوته واحده من أعلى المباني في مانشستر بل وأعلى بناية في المملكة المتحدة حتى بناء مبنى اسباير في 2008، وهو أكثر علوا وحدة من برج بيزا.
أخذ النحت اسمه من عبارة العداء لينفورد كريستي، الذي قال فيه انه لن يبدأ عدوه عند طلقة البداية ولكن قال سينطلق عند الانفجار.
استغرق بناء النحت وقتا أكثر مما كان متوقع، حيث تم افتتاح النحت في 2005 إلا انه قبل إنهائه انفصلت عنه أحد مساميره وسقطت على الأرض.
في فبراير 2009 وفي أعقاب مشاكل مماثلة أعلن مجلس مدينة مانشستر أن "الحل العملي الوحيد" هو تفكيك النحت وتخزينه، حيث التزم المجلس بالعمل مع فريق تصميم النحت من أجل "تحديد ما إذا كانت هناك إستراتيجية معقولة ومستدامة لإعادة بناء الهيكل على الموقع.

## الهيكل

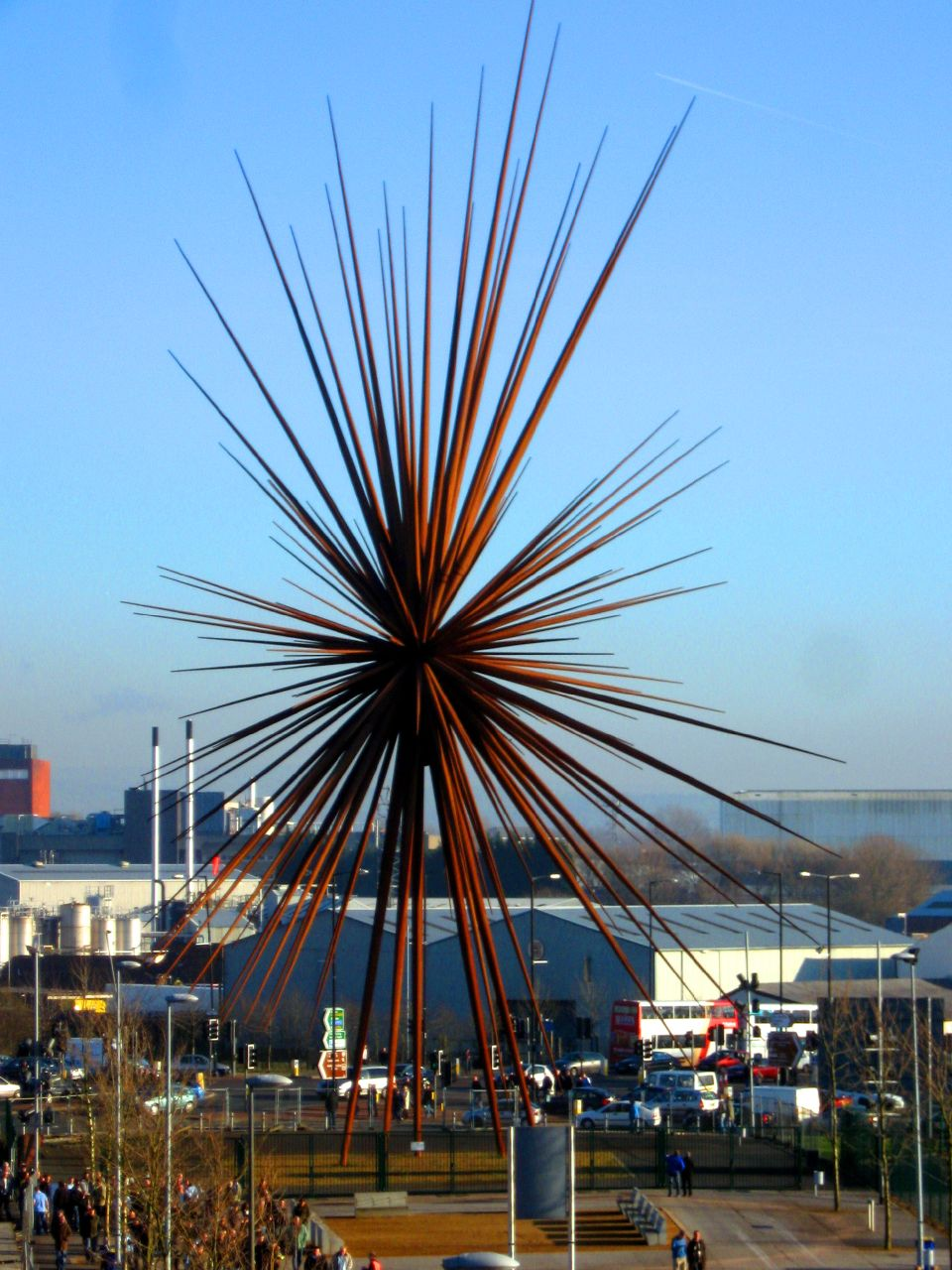
ب اوف ذو بانغ

يبلغ طول تمثال الانفجار ما يقارب 56 متر ، ويخرج من قلبه 180 مسمار أجوف صلب، حيث يتميز هدا الأخير بزاوية 30 درجة  مع العمود. وهو مدعوما بخمسة أقدام صلبة جوفاء طولها 25 مترا، وهي موصولة إلى نهايات تقع على ارتفاع 22 مترا من سطح الأرض، ويبلغ وزن النحت 165 طن  حيث يبلغ وزن الأساسات الخراسانية عليه أكثر من 000 1 طن تشمل بذلك لوح من الخرسانة المسلحة ذات 400 متر. يقدر عمق أساس النحت عشرين مترا.
شيد النحت من مادة من نوع الرقائق الصلبة كما هو الحال مع ملاك الشمال، يتكون سطح هذه المادة من طبقة من الأكسيد مما يؤدي إلى التقليل من تأكله وذلك من خلال خفض نفاذيته للمياه. خلال تصميم النحت تم جهل مسامير التثبيت قابله للتحرك قليلا في وجود الرياح  بحيث يمكن أن تصمد أمام الرياح التي سرعتها أكثر من 160 كم / ساعة.
وخلال البناء وضعت كبسولة زمنية في واحدة من نقاط النحت ورد فيها قصائد ورسوم لأطفال من المفروض أن تكون مفتوحة حوالي سنة 2300  ويعتبر موقع هده الكبسولة مجهولا لذا يصعب تفكيكها.
يقع تمثال الانفجار بالقرب من ملعب مدينة مانشستر، في بيسويك، وباحداثيات 53° 28′ 55″ N 2° 11′ 46″ O. كما أطلق السكان المحليين اسم " Kerplunk " على النحت وفقا لشعبية لعبة الأطفال عام 1970.

## البناء والتمويل
شيد النحت في شوفيد Sheffield  من طرف توماس هيترويك. وPackman Lucas و Flint و Neill و Westbury Structures  حيث تم إعطاء الضوء الأخضر لبنائه في أوائل عام 2003.
وقد وصل قلب الهيل إلى منشستر Manchester في 13 يونيو 2004  وتمكنوا من نقل الحمولة عن طريق البر مع الحاجة إلى حراسة الشرطة ، وتم وصل مجسم النحت في 2004 وعندئذ تم تثبيت 180 مسمار عليه حيث كانت التقديرات الأولية المقدمة لنهاية البناء في تاريخ يوليو 2003 لكن الافتتاح الرسمي ، كان في 12 يناير 2005.
كلف النحت كليا بحساب تصميمه وبنائه 1420000 جنيه استرليني  وهذا ضعف التقدير الأصلي،، إلا أنها لم تشمل تكاليف التركيب، حيث كان مصدر التمويل متعددا، وكانت:
- 700,000 جنيه استرليني من صندوق التنمية الإقليمية الأوروبي.
- 500,000 جنيه استرليني من وكالة التنمية الإقليمية الشمالية الغربية.
- 120,000 جنيه استرليني من مجلس مدينة مانشستر.
- 100,000 جنيه إسترليني من منظمات أخرى مختلفه.[18]

## المشاكل الهيكلية
قبل ستة أيام من الافتتاح والذي يوافق 6 يناير 2005 سقطت على الأرض أحد مسامير النحت والتي بلغ طولها 2,1 متر  وبالرغم من هذا أقيم حفل الافتتاح في موعده المحدد، ولكن بعد أربع أشهر أي في مايو 2005 تم إزالة مسمار أخر من قبل رجال الإطفاء بعد ما تبين انه كان يتمايل وايل للسقوط
وجراء هذا تم إغلاق النحت للزياة من قبل الجمهور، مع غلق القنوات التي توجد قربه وكذا عزل بعض المفاصل، وعلى الرغم من هذه التغييرات تم إغلاق تمثال الانفجار، مما أثار حملة في الصحافة المحلية تحت شعار «قم به بسرعة Get It Sorted» «أصلح المشكل Réglez le problème» ، وفي مايو 2006 أزيلت تسع مسامير من النحت لتتم عملية تحليل المعادن وذلك لتسليط الضوء على الضغط المسلط على الصلب.
في أكتوبر 2007 أعلن مجلس مدينة مانشستر انه ذاهب لمقاضاة الشركات المصنعة للنحت بهدف الحصول على الإصلاحات اللازمة  ، وفي نوفمبر 2008 انتهت هده القضية باتفاق تسوية تم التوصل إليه بين مجلس المدينة ومصممي المشروع وتوماس هيترويك والمقاولين للهندسة والإنشاءات وفلن Flint وشركة نيل Neill Partnership وWestbury Structures وكان الاتفاق ينص على دفع 1700000 جنيه استرليني للمجلس عن الأضرار الناجمة عن الإخلال بالعقد والإهمال..

## تفكيك النحت

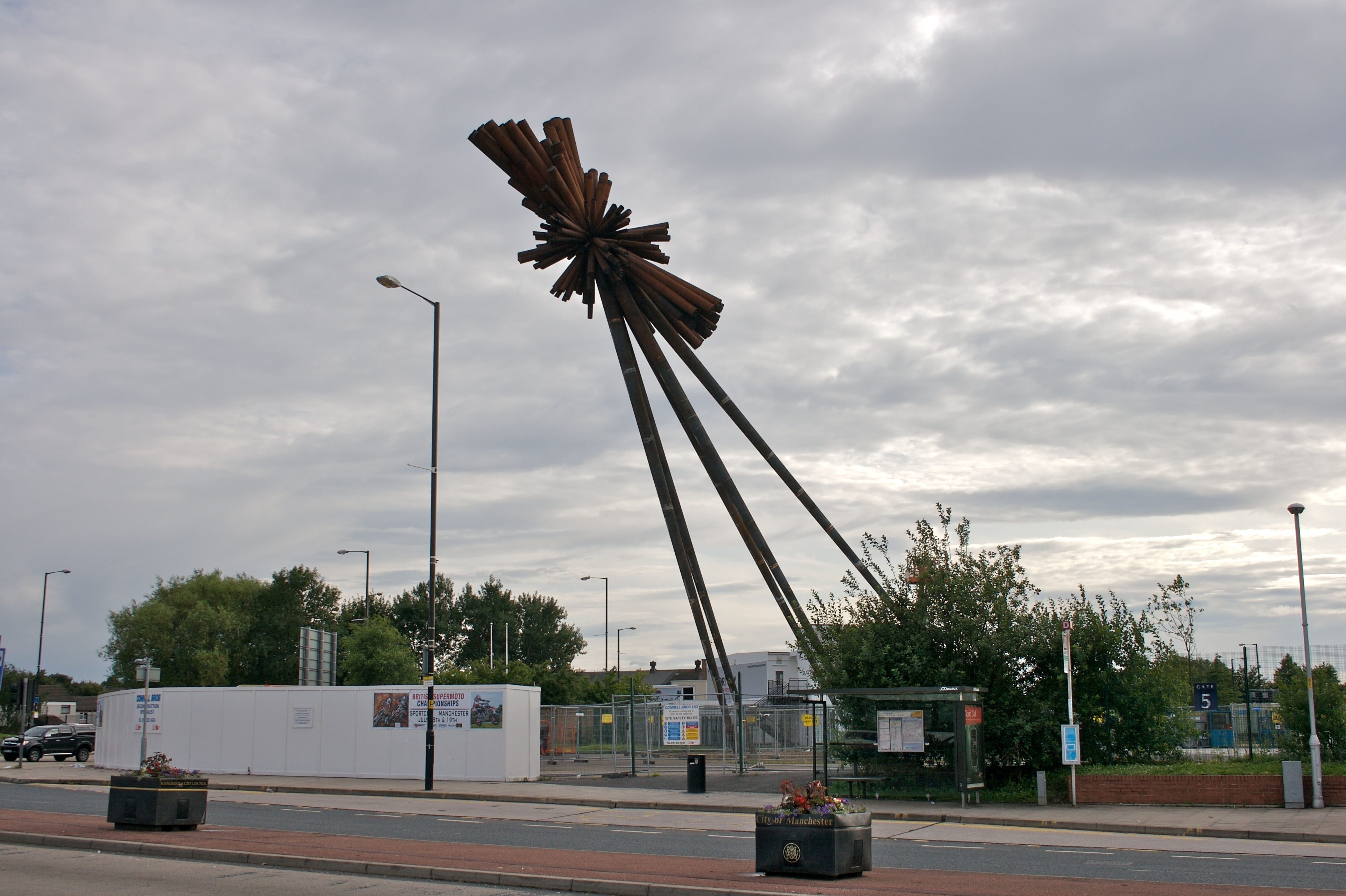
تفكيك النحت

استنادا إلى تقرير يناير 2009، اتخذ المجلس القرار لإزالة التمثال لبقوم بتخزينه في مستودع حتى يمكن من جمع الأموال لنقلها بأمان
أحد الاحتمالات تكمن في استبدال النقاط المصنوعة من الصلب بمادة أخرى مصنوعة من ألياف الكربون على الرغم من أن التقرير قد اكد في هذه الحالة على ضرورة القيام باختبارات مكلفة جدا.
في يناير 2009، أنتوني غورملي Antony Gormley ، صاحب فكرة ملاك الشمال، صوت لصالح الحفاظ على النحت معتبرا أن انجاز النحت أعطى قيمة كبيرة لمانشستر وكذلك اختفائه سيكون خسارة ليس فقط للعمل المستوحى من الفن، ولكن أيضا لشجاعة المجلس.
وعلى الرغم من دعوة غورمي الا ان تفكيك النحت بدأ في أبريل 2009  حيث نصبت حواجز مثيرة للإعجاب حول الموقع وبدأت شركة الهدم كونيل بروس بإزالة المسامير باستعمال طريقة القطع بواسطة مشعل اللهب.
على الرغم من أن المجلس قد وعد بتخزين القلب وحوامل النحت ، وأنهم فصلوا خلال التفكيك ، ولكن هناك شكوك حول احتمال عودة النحت.